# Cetraca Aviation Service
Cetraca Aviation Service is een Congolese luchtvaartmaatschappij met haar thuisbasis in Beni.

## Geschiedenis
Cetraca Aviation Service is opgericht in 2003.

## Vloot
De vloot van Cetraca Aviation Service bestaat uit:(april 2007)
- 1 Antonov AN-26(A)
- 1 Antonov AN-26B